# Giovanni Francesco Aragone
Giovanni Francesco Aragone, o Juan Francisco Aragone (Carmelo, 24 de maig de 1883 – Montevideo, 7 de maig de 1953), va ser un sacerdot catòlic uruguaià i el segon arquebisbe de Montevideo entre els anys 1919 i 1940.
El 1919 va ser nomenat arquebisbe de Montevideo, per la qual cosa va ocupar el càrrec que havia quedat vacant després de la mort de Mariano Soler el 1908. El 1922, mentre es trobava a l'església va patir un atemptat per part d'Herrera Carbajal. Va aconseguir sortir amb vida gràcies a l'ajut d'un metge que es trobava a l'edifici en aquell moment.
Aragone va deixar el càrrec d'arquebisbe el 1940. El seu successor va ser Antonio María Barbieri, l'únic cardenal uruguaià fins al moment.